# Етен (Нідерланди)
Етен (нід. Eethen) — село в нідерландській провінції Північний Брабант. Входить до муніципалітету Алтена.
Його площа становить 5,86 км², а населення станом на 2021 рік складало 890 осіб.
Перша згадка про населений пункт датується 850 роком.
До 1973 року мало статус окремого муніципалітету.

## Галерея

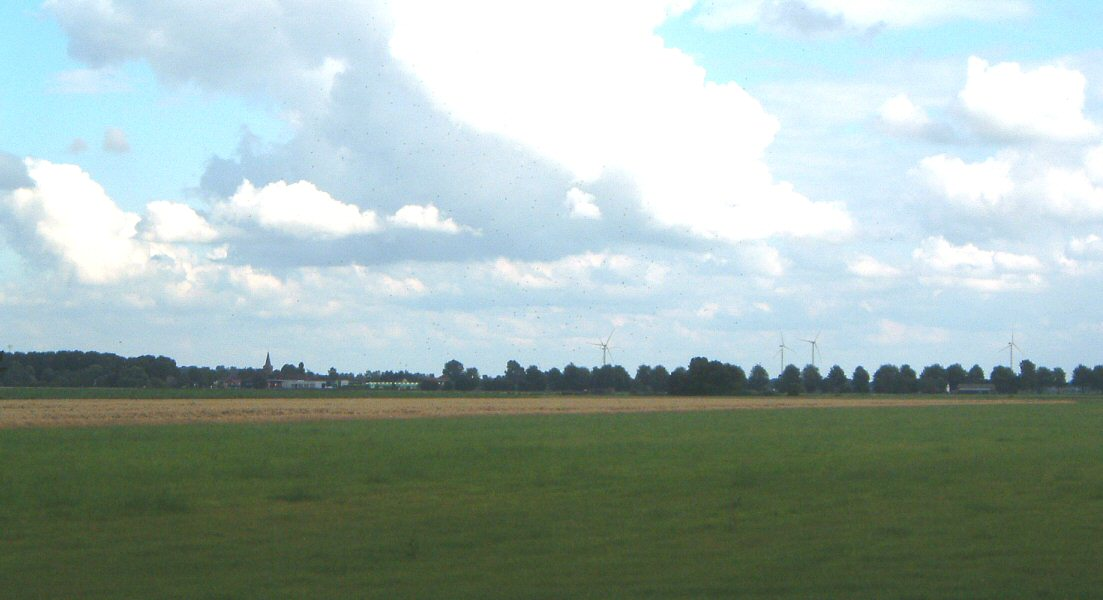
Панорама Етана (2007)
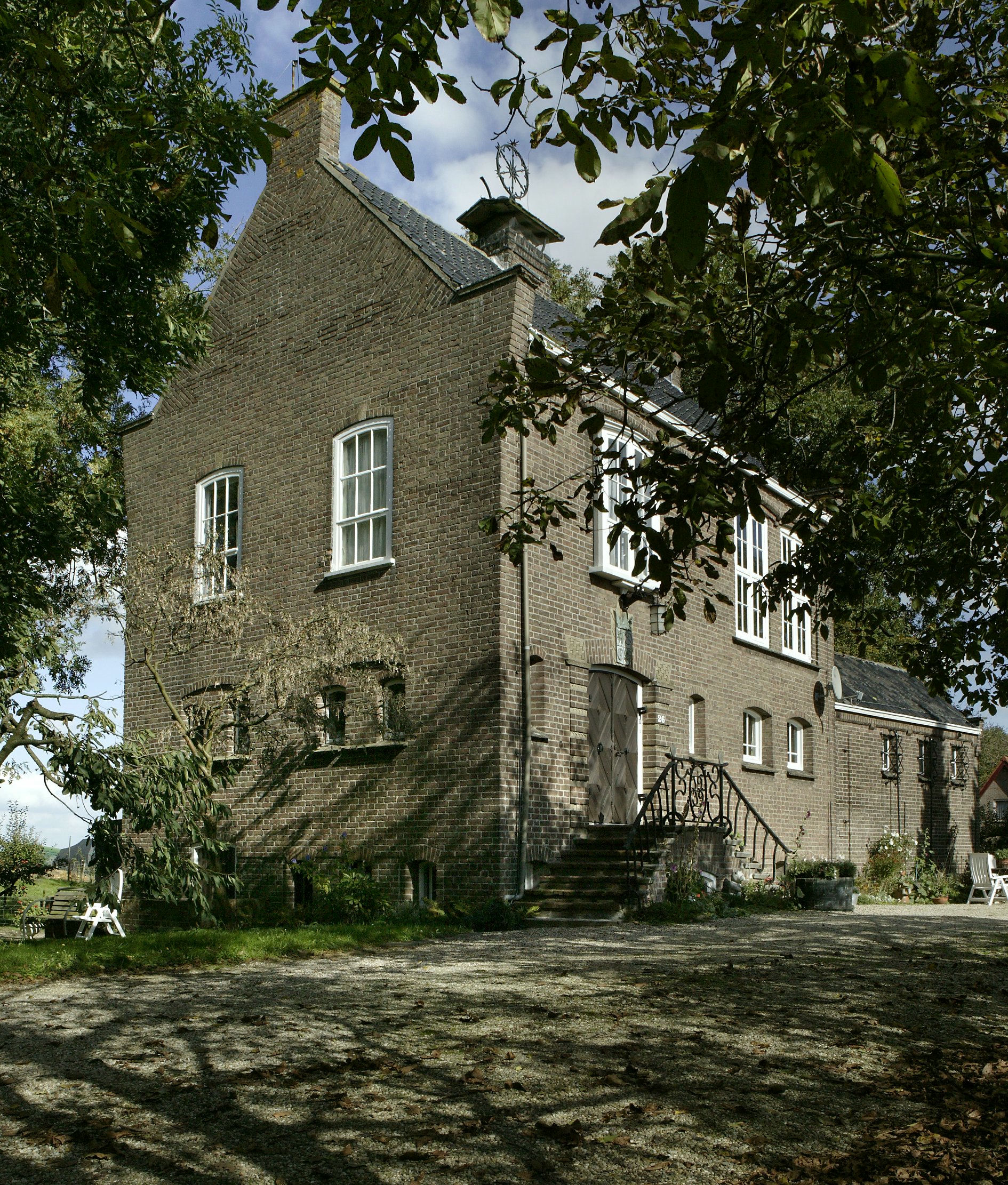
Будівля колишньої мерії